# Rhodomantis gracilis
Rhodomantis gracilis är en bönsyrseart som beskrevs av Tindale 1923. Rhodomantis gracilis ingår i släktet Rhodomantis och familjen Mantidae. Inga underarter finns listade i Catalogue of Life.